# The Walk Company
Die The Walk Company war eine US-amerikanische Filmproduktionsgesellschaft.
Dahinter standen die Produktionsfirmen Granley Company und Sol C. Siegel Productions, die damit Charles Walters’ Filmkomödie Nicht so schnell, mein Junge (1966) produzierten. Cary Grant war sowohl Hauptdarsteller als auch Mitproduzent. Neben ihm traten Samantha Eggar und Jim Hutton in den Hauptrollen auf. Die Kameraführung in Panavision oblag Harry Stradling Sr. Den Verleih übernahm die Columbia.
Die bundesdeutsche Erstaufführung des Filmes fand 1967 statt.